# 马拉维历史
现今马拉维地区曾是马拉维帝国的一部分。殖民时期是英属中非和尼亚萨兰，以及罗德西亚和尼亚萨兰联邦的一部分。1964年，该地区获得完全独立，成为马拉维。

## 史前
在马拉维超过一百万年前的古人类遗骸和石器已经获得确认。在50,000到60,000年前，早期人类居住在马拉维湖附近。

## 马拉维帝国

公元1650年，马拉维帝国达到其最大范围时地图

马拉维这个名称被认为是从Maravi这个词而来。马拉维帝国的人民是铁器工作者。Maravi被认为是光线的意思，可能有许多冶铁的景象照亮了夜空。一个所知道的马拉维帝国王朝是于15世纪为Amaravi建立。Amaravi最后成为Chewa。（一个来源于意思是外国人的词）
马拉维帝国开始于马拉维湖西南岸，最终包括了现今马拉维大部以及莫桑比克和赞比亚。在帝国的扩张时期，其首领名为Kalonga。他统治时期的首府位于Mankhamba。在Kalonga领导下，下层酋长任命前去占领和征服新的地区。在18世纪初期，帝国开始衰弱。此时下层酋长不断争斗并且蓬勃发展的奴隶贸易削弱了马拉维帝国的权威。

## 贸易和入侵
起初，马拉维帝国的经济依赖于农业，其中主要产小米和高粱。在16世纪的时候，欧洲人第一次来到这里，和马拉维人们建立联系，这个时候是马拉维帝国。
在马拉维帝国时，Chewa访问了现今莫桑比克的海岸。通过海岸这块地区，Chewa和葡萄牙人以及阿拉伯人进行象牙、铁和奴隶交易。贸易促进了Chewa的共同语言的产生，并在马拉维帝国使用。
16世纪，葡萄牙人通过莫桑比克堡垒Tete抵达该地区，并留下对马拉维人民的文字记载。

## 英属中非保护地
1883年，一个英国政府的领事被认可为“中非国王和首领”。1891年，英国建立英属中非保护地。

## 尼亚萨兰
1907年，名称变更为尼亚萨兰或者尼亚萨兰保护地。

## 争取独立
尼亚萨兰留下了一些马拉维人民尝试争取独立的历史。欧洲和美国留学的当地精英不断增长。这其中包括了John Chilembwe，他是一个受过美国教育的传教士家庭。随后，他回到了尼亚萨兰，抵制了英国招募当地人加入King's African Rifles作为劳力和搬运工。1944年，受到南非的非洲人国民大会（African National Congress）的影响，尼亚萨兰非洲人大会出现了。

## 罗德西亚和尼亚萨兰联邦
20世纪50年代，随着尼亚萨兰于1953年加入北和南罗德西亚合并为罗德西亚和尼亚萨兰联邦，独立的压力显现。1963年12月31日，罗德西亚和尼亚萨兰联邦解散。

## 尼亚萨兰自治状态
1963年2月1日，Hastings Banda担任总理。尽管此时英国仍然控制着整个国家的财政、国防和司法系统。新宪法在1963年5月生效，确定了几乎完整的内部自治。

## 马拉维独立
1964年7月6日，马拉维成为一个完全独立的英联邦国家。两年后，马拉维采用了一部共和宪法，确定一党制。Hastings Banda担任总统。

## 一党制
1970年，Hastings Banda宣布担任MCP终身主席，1971年，他巩固了权力，并称为马拉维终身总统。

## 多党民主
来自于国内不安和马拉维教堂以及国际社会的压力，导致一个要求马拉维人投票的全民公决，决定一个多党民主制或者一党制的延续。1993年6月14日，马拉维人民压倒多数的票数赞成多党民主。1994年5月17日，举行自由和公正的全国选举。于次年全面实施临时宪法。

## 21世纪的马拉维
2001年，在国民议会中，UDF获得96个席位，AFORD获得30席MCP为61席。
在2004年5月，马拉维实行了第一次民主选举总统的转型。UDF总统候选人穆塔里卡（Bingu wa Mutharika）击败MCP候选人John Tembo and Gwanda Chakuamba。穆塔里卡（Bingu wa Mutharika）于2005年2月5日离开的UDF。作为一个新成立的政党——民主进步党的首领，他在2009年选举赢得了第二个任期。